# Rudie Liebrechts
Rutgerus Gerardus „Rudie” Liebrechts (ur. 6 września 1941 we Vlaardingen) – holenderski łyżwiarz szybki, dwukrotny medalista mistrzostw świata.

## Kariera
Pierwszy sukces w karierze Rudie Liebrechts osiągnął w 1961 roku, kiedy zdobył brązowy medal podczas mistrzostw świata w wieloboju w Göteborgu. W zawodach tych wyprzedzili go jedynie jego rodak Henk van der Grift oraz Wiktor Kosiczkin z ZSRR. Był tam drugi na dystansach 5000 i 10 000 m, dziewiąty na 1500 m oraz szesnasty w biegu na 500 m. Brązowy medal zdobył także na rozgrywanych trzy lata później mistrzostwach świata w Helsinkach, plasując się tym razem za Norwegiem Knutem Johannesenem i Wiktorem Kosiczkinem. W poszczególnych biegach tylko raz znalazł się tam w pierwszej trójce, zajmując drugie miejsce na 1500 m. Był też między innymi czwarty na rozgrywanych w 1965 roku mistrzostwach Europy w Göteborgu, gdzie walkę o medal przegrał z Kosiczkinem.
W 1964 roku wziął udział w igrzyskach olimpijskich w Innsbrucku, gdzie jego najlepszym wynikiem było czwarte miejsce w biegu na 10 000 m. W walce o podium przegrał tam z Knutem Johannesenem. Na tych samych igrzyskach był również ósmy na dwukrotnie krótszym dystansie oraz dziesiąty w biegu na 1500 m.
Czterokrotnie zdobywał medale mistrzostw Holandii, w tym w latach 1963–1964 zwyciężał w wieloboju.